# Jeremoabo
Jeremoabo es un municipio brasileño del estado de Bahía. Su población estimada en 2004 era de 33.103 habitantes. Pasó a ser una villa por decreto el 25 de octubre de 1831, ganando la condición de ciudad el 6 de julio de 1925.